# شاتونوف
شاتونوف هي بلدية تقع في إقليم كوت دور، فرنسا.